# Académie Széchenyi des arts et lettres

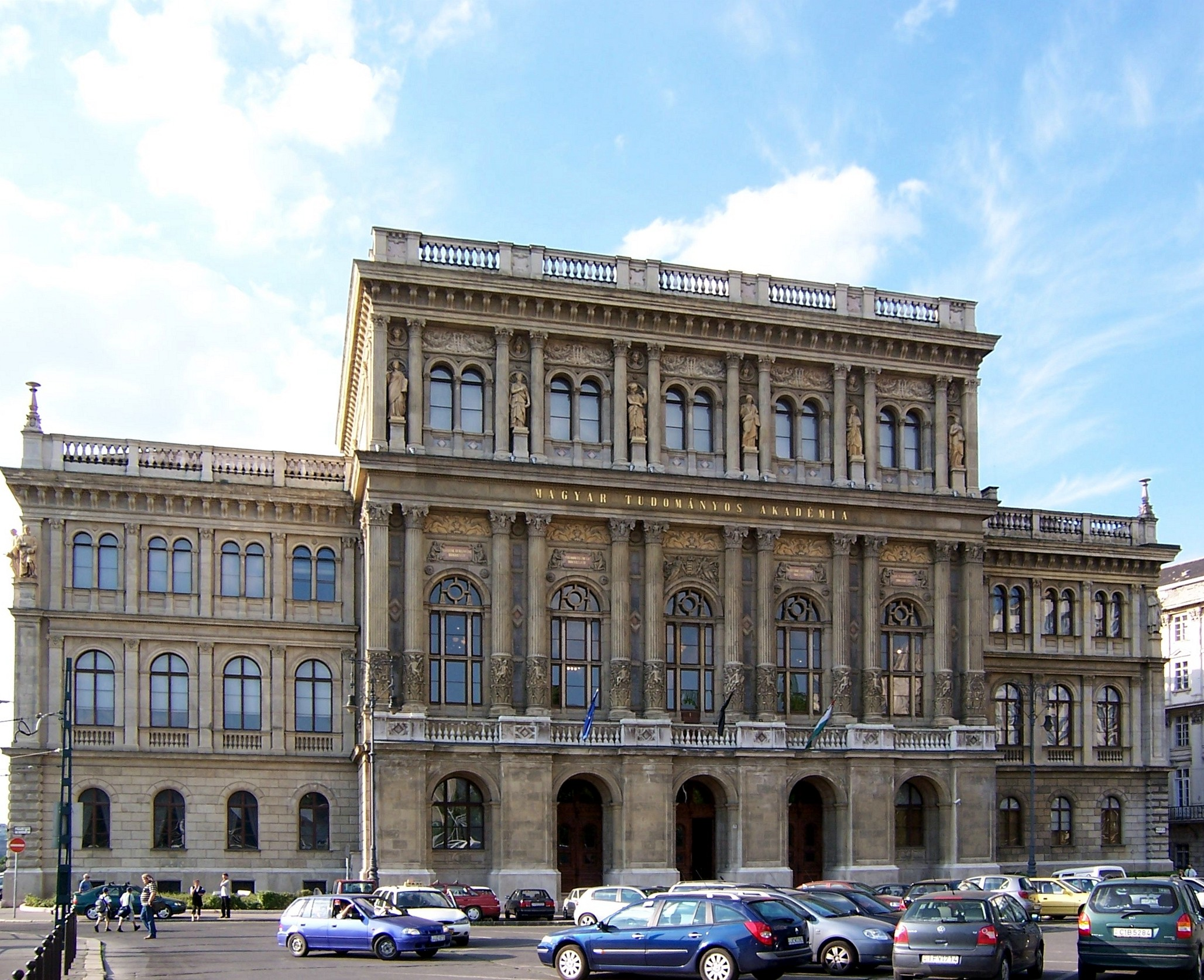
Académie Széchenyi des arts et lettres

L'Académie Széchenyi des arts et lettres (en hongrois: Széchenyi Irodalmi és Művészeti Akadémia, SZIMA) est une institution académique supérieure en Hongrie. Elle est fondée en 1992 par l'Académie hongroise des sciences (MTA), en tant qu'établissement associé indépendant disposant de ses propres statuts, à l'intention des représentants illustres de la littérature et des arts, deux domaines présents au sein de l'Académie hongroise des sciences depuis sa fondation en 1825 par István Széchenyi mais exclus en 1949 par le pouvoir communiste.
La nouvelle Constitution hongroise entrant en vigueur en 2012 mentionne explicitement (article X/3), en même temps que l'Académie hongroise des sciences (MTA), non pas l'Académie Széchenyi des arts et lettres mais l'Académie hongroise des arts (MMA) assurant la même fonction. L'Académie Széchenyi des arts et lettres voit alors son président László Dobszay et son président exécutif Győző Ferencz démissionner en signe de protestation contre l'« indignité » de l'officialisation d'une Académie concurrente qui, selon Győző Ferencz, exige de l'art hongrois un esprit « de fondamentalisme religieux et de nationalisme ethnique ».

## But
Selon ses statuts, l'Académie Széchenyi des arts et lettres a pour tâche de représenter l'unité dans la diversité de la vie littéraire et artistique. Elle comprend cinq divisions : littérature, beaux-arts et arts appliqués, création musicale, cinéma et  théâtre, architecture.

## Présidents
| Période              | Nom            |
| -------------------- | -------------- |
| avant 2011           | László Dobszay |
| 2011-2017            | Károly Makk    |
| Depuis novembre 2017 | Dóra Maurer    |